# 10195 Небраска
10195 Небраска (10195 Nebraska) — астероїд головного поясу, відкритий 13 вересня 1996 року.
Тіссеранів параметр щодо Юпітера — 3,218.